# Oberonia longibracteata
Oberonia longibracteata är en orkidéart som beskrevs av John Lindley. Oberonia longibracteata ingår i släktet Oberonia och familjen orkidéer. Inga underarter finns listade i Catalogue of Life.